# IC 2769
IC 2769 је елиптична галаксија у сазвјежђу Лав која се налази на листи објеката дубоког неба у Индекс каталогу.
Деклинација објекта је + 14° 11' 47" а ректасцензија 11h 22m 25,6s. Привидна величина (магнитуда) објекта IC 2769 износи 14,3 а фотографска магнитуда 15,3. IC 2769 је још познат и под ознакама CGCG 67-65, NPM1G +14.0275, PGC 34894.